# Katie Ormerod
Katie Ormerod (Brighouse, 25 agosto 1997) è una snowboarder britannica, specializzata in slopestyle e big air.

## Biografia
Originaria di Brighouse, è attiva a livello internazionale dal 9 gennaio 2013, data nella quale Katie Ormerod ha debuttato in Coppa del Mondo, giungendo 43ª nello slopestyle di Copper Mountain. Il 13 febbraio 2016 ha ottenuto, in big air, a Québec, il suo primo podio nel massimo circuito, classificandosi al 2º posto nella gara vinta dalla statunitense Jamie Anderson. Il 7 gennaio dell'anno successivo ha vinto la sua prima gara, imponendosi nel big air di Mosca. Nella stagione di Coppa del Mondo 2019-2020 ha vinto la Coppa del Mondo di slopestyle, grazie a 4 podi ottenuti nella specialità.
In carriera ha preso parte ad un'edizione dei Giochi olimpici invernali e due dei Campionati mondiali di snowboard.

## Palmarès

### Winter X Games
- 1 medaglia:
  - 1 bronzo (slopestyle ad Aspen 2017)

### Mondiali juniores
- 1 medaglia:
  - 1 bronzo (slopestyle a Valmalenco 2014)

### Coppa del Mondo
- Vincitrice della Coppa del Mondo di slopestyle nel 2020
- Miglior piazzamento nella classifica generale di freestyle: 2ª nel 2020
- Miglior piazzamento nella Coppa del Mondo di big air: 2ª nel 2017
- 11 podi:
  - 1 vittoria
  - 6 secondi posti
  - 4 terzi posti

#### Coppa del Mondo - vittorie
| Data           | Località | Paese  | Specialità |
| -------------- | -------- | ------ | ---------- |
| 7 gennaio 2017 | Mosca    | Russia | BA         |

Legenda:

BA = Big air